# Удонтхани

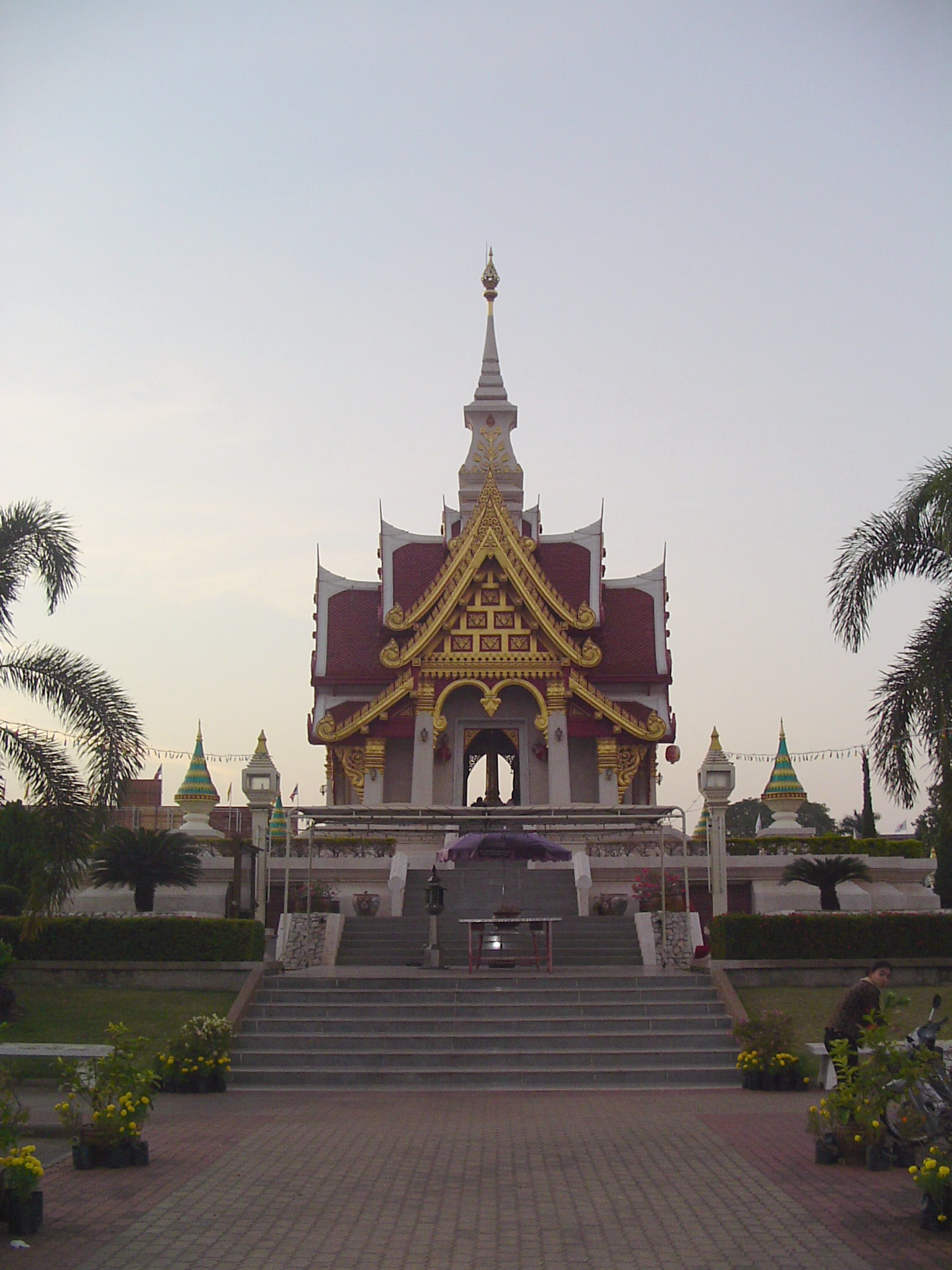
Сао Лак Мыанг

Удонтхани (тайск. อุดรธานี) — столица одноимённой провинции на северо-востоке Таиланда, население около 250 тыс. человек.

## Местоположение
Удонтхани находится на расстоянии около 50 км от лаосской границы и 560 км к северо-востоку от Бангкока, на реке Мэнамлуанг, притоке Меконга. Удонтхани связан железной дорогой с Бангкоком, в городе имеется аэропорт для внутренних рейсов. В настоящее время[когда?] из этого аэропорта один раз в сутки выполняется рейс на Сингапур.
От города отправляется несколько автобусов в день на Вьентьян через город Нонгкхай, пограничный переход и мост через Меконг.

## Экономика
Удонтхани занимает важное положение, особенно для торговли с Лаосом.

## История
Окрестности Удонтхани были населены по меньшей мере 6000 лет до н. э. Самое старое поселение Таиланда, Бан-Чианг, находится в 50 км к востоку от города, по дороге на Сакхоннакхон.
Какое-то время район Удонтхани принадлежал Лаосу и кхмерам, в XVIII веке город заняли бирманцы. В 1772 году король Таксин занял Вьентьян, и район Удонтхани отошёл окончательно к Таиланду.
Сам город Удонтхани был основан в конце XIX века принцем Праджаком Силлапакхомом, сыном короля Рамы IV.
Во время войны во Вьетнаме здесь располагалась крупная авиабаза США (Удон).

## Достопримечательности
- Многочисленные буддийские храмы преимущественно нового времени
- Кумирня Сао Лак Мыанг — освящённое место для добрых духов, покровительствующих городу
- Зоопарк с коллекцией местных животных
- Рынок в конце недели